# Рыжковское общество
Сельское общество в составе Вершининской волости Пудожского уезда Олонецкой губернии. В настоящее время территория относится в основном к Плесецкому району Архангельской области.

## Состав
Согласно «Списку населенных мест Олонецкой губернии», в состав общества входили деревни:
| №  | Населённый пункт              | Расстояние до волостного правления в верстах | Всего жителей (1905) |
| -- | ----------------------------- | -------------------------------------------- | -------------------- |
| 1  | Заволочье (Малый волок)       | 35                                           | 102                  |
| 2  | Яблонья горка (Волок)         | 31                                           | 100                  |
| 3  | У глубокого озера             | 20                                           | 61                   |
| 4  | Глазова                       | 5                                            | 102                  |
| 5  | Минин конец (Минина)          | 4                                            | 120                  |
| 6  | Печахина                      | 3½                                           | 61                   |
| 7  | Кожевникова (Ершова)          | 3½                                           | 64                   |
| 8  | Поварницына                   | 3½                                           | 21                   |
| 9  | Рослякова                     | 3½                                           | 51                   |
| 10 | Федосова                      | 4                                            | 62                   |
| 11 | Рыжкова                       | 5                                            | 167                  |
| 12 | Суетин-остров (Остров и Мыза) | 7                                            | 101                  |
| 13 | Усть-Поча                     | 8                                            | 173                  |
| 14 | Осташевская (Баева)           | 15                                           | 67                   |
| 15 | Свиное (Средняя)              | 14                                           | 96                   |

## Общие сведения по состоянию на 1905 год
Население всё крестьянское — 1348 человек. В деревнях Рыжкова и Свиное имелись школы.